# Парламентские выборы в Норвегии (1897)
Парламентские выборы в Норвегии проходили с 14 августа по 30 ноября 1897 года. В результате победу вновь одержала Либеральная партия, получившая 79 из 114 мест парламента.

## Ход выборов
До внесения поправки в Конституцию от 16 декабря 1899 года Конституция предписывала, что каждый, прежде чем он будет внесён в список избирателей, должен принести присягу Конституции, тем самым создав два класса правомочных избирателей, а именно квалифицированных избирателей и тех, кто действительно имеет право голоса в списке избирателей. Квалифицированных избирателей было 238 115 мужчин, из которых 195 956 имели право голоса. Из них проголосовало 167 207. Всеобщее избирательное право для мужчин было введено в 1898 году, женщины не могли голосовать.
Выборы проводились в период с 14 августа по 30 ноября 1897 года. На 429 выборах в сельской местности было выдвинуто в общей сложности 1704 выборщика. На 39 выборах в городах было выдвинуто 980 выборщиков. Избирательные собрания проводились с 24 августа по 30 ноября 1897 года.  

## Результаты
| Партия                                | Партия                                | Голоса  | %    | Места | +/- |
| ------------------------------------- | ------------------------------------- | ------- | ---- | ----- | --- |
|                                       | Либеральная партия                    | 87 548  | 52,7 | 79    | +20 |
|                                       | Консервативная партия                 | 77 682  | 46,7 | 25    | –15 |
|                                       | Умеренная либеральная партия          | 77 682  | 46,7 | 10    | –5  |
|                                       | Рабочая партия                        | 947     | 0,6  | 0     | 0   |
| Недействительных/пустых бюллетеней    | Недействительных/пустых бюллетеней    | 1 030   | -    | -     | -   |
| Всего                                 | Всего                                 | 167 207 | 100  | 114   | 0   |
| Зарегистрированных избирателей / Явка | Зарегистрированных избирателей / Явка | 195 956 | 85,3 | –     | –   |
| Источники: Nohlen & Stöver            |                                       |         |      |       |     |